# Heizkraftwerk Nord (München)

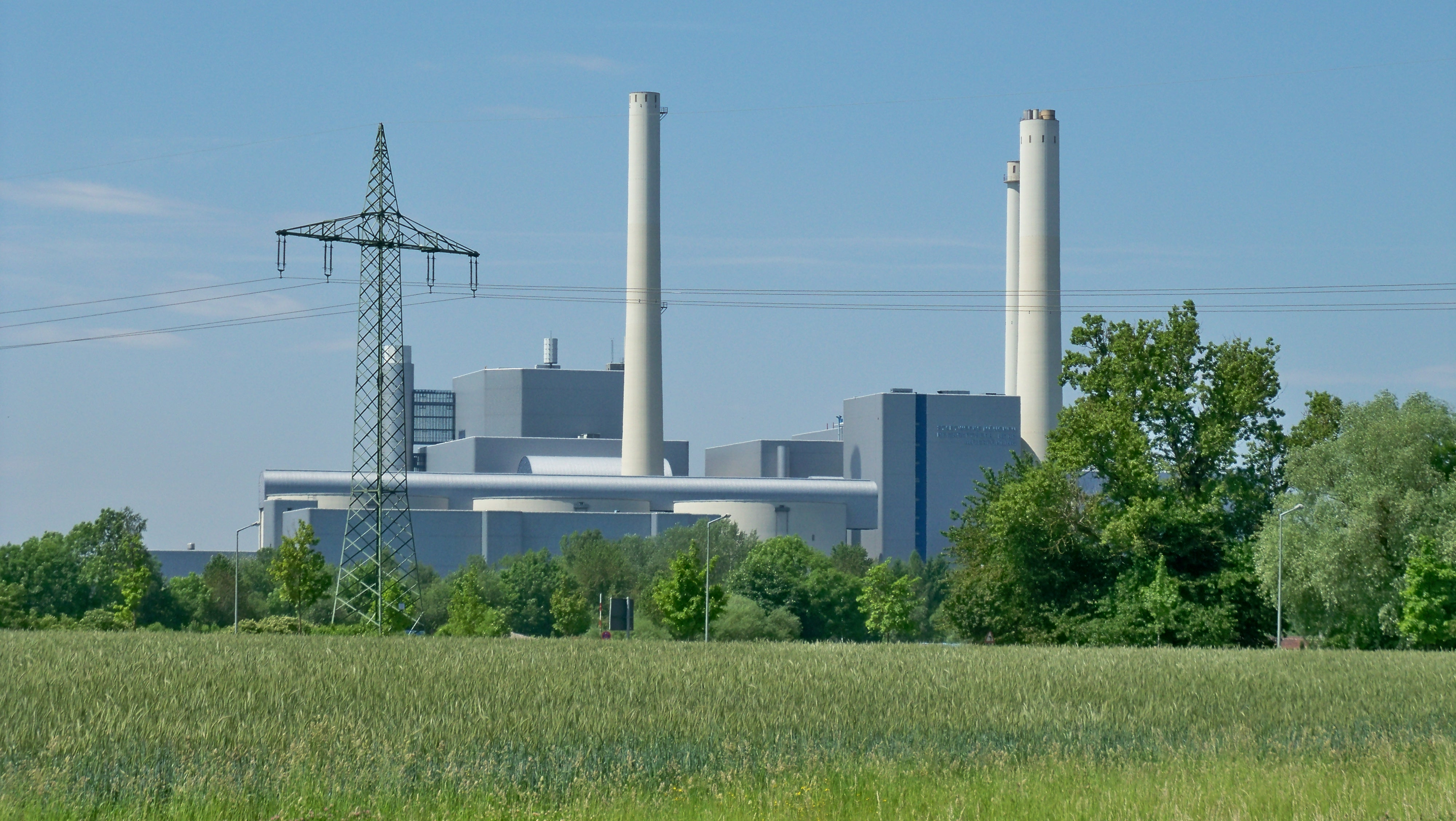
Kraftwerk von Nordosten betrachtet

Das Heizkraftwerk Nord ist eine seit 1964 in Kraft-Wärme-Kopplung betriebene Anlage der Stadtwerke München. Es liegt in der Gemeinde Unterföhring, nordöstlich des Föhringer Rings, an der Stadtgrenze zu München.

## Technische Daten
Das Kraftwerk besteht aus drei Blöcken, die in Kraft-Wärme-Kopplung betrieben werden, das heißt, sie erzeugen Elektrizität und Fernwärme. Der Block 2 wird mit Steinkohle befeuert (etwa 800.000 Tonnen/Jahr), in den Blöcken 1 und 3 wird Restmüll verbrannt (ca. 650.000 Tonnen/Jahr). Dieser Restmüll stammt vom Abfallwirtschaftsbetrieb München, dem Landkreis München und weiteren öffentlichen und privaten Zulieferern. Bei zusätzlichem Wärmebedarf können bis zu sieben gasbefeuerte Heizkessel zugeschaltet werden (Baujahr 1974: 2 × 50 Tonnen/Stunde und 1 × 100 Tonnen/Stunde, Baujahr 1989: 4 × 25 Tonnen/Stunde Heizdampf). Das Heizkraftwerk hat eine maximale Fernwärmeleistung von 900 Megawatt, die elektrische Leistung beträgt insgesamt 411 Megawatt. Das Kühlwasser wird aus dem nahen Mittlere-Isar-Kanal bezogen. Die elektrische Leistung teilt sich dabei auf die einzelnen Blöcke wie folgt auf:
- Block 1: 21 MWel
- Block 2: 363 MWel (bei Volllast im Kondensationsbetrieb)
- Block 3: 27 MWel

Die Fernwärme versorgt den gesamten Bereich des Münchner Nordostens. Es werden vom HKW Nord aus sowohl die Heißwassernetze Nord und Freimann versorgt, als auch über eine über 7 km lange Fernleitung Dampf in das Innenstadt-Dampfnetz abgegeben (Druckstufe gleitend von 3 bis 5 bar bei einer Dampfmassenstrom von bis zu 720 Tonnen/Stunde).
| Jahr                                  | 2018  | 2019  | 2020  | 2021  | 2022  |
| ------------------------------------- | ----- | ----- | ----- | ----- | ----- |
| CO2-Emissionen in Mio. Tonne pro Jahr | 1,346 | 1,462 | 0,881 | 0,971 | 1,194 |

1993 erhielt das Heizkraftwerk Nord die jährlich vom Power Magazine vergebene Auszeichnung Powerplant Award für eine umweltverträgliche und innovative Stromerzeugung.

## Bürgerentscheid
Im Dezember 2015 hat ein Bündnis aus 40 Organisationen und Parteien ein Bürgerbegehren zur Abschaltung des Kohlekraftwerks gestartet.
Am 5. November 2017 fand der Bürgerentscheid „Raus aus der Steinkohle“ statt. Gut 118.000 Abstimmende (60,4 %) stimmten dafür, den Kraftwerksblock zum 31. Dezember 2022 stillzulegen. Die Beteiligung lag bei 17,8 %. Im Juli 2019 wurde allerdings berichtet, dass die Bundesnetzagentur voraussichtlich ein Veto gegen die Kraftwerksstilllegung einlegen wird, um die Fernwärmeversorgung sicherzustellen. Es sei daher anzunehmen, dass das Kraftwerk mit gedrosselter Leistung bis etwa 2026–2028 weiterlaufen wird. Die Stadtwerke München planen das Heizkraftwerk Nord auf den Betrieb mit Erdgas umzustellen und 2035 stillzulegen.

## Beitrag zur CO2-Bilanz von München
Das HKW Nord steht in der Gemeinde Unterföhring, außerhalb von München. Daher werden gemäß Bilanzierungssystematik kommunal (BISKO) die CO2-Emissionen von der Stadt München nicht mit eingerechnet.